# Église Saint-Martin de Tollevast
L'église Saint-Martin de Tollevast est un édifice catholique, datée pour l'essentiel de la première moitié du XIIe siècle, qui se dresse sur le territoire de la commune française de Tollevast, dans le département de la Manche, en région Normandie. Elle se caractérise par l'importance de son décor sculpté.
L'édifice est classée au titre des monuments historiques.

## Localisation
L'église Saint-Martin est située au bas du bourg de Tollevast, dans le département français de le Manche.

## Historique
En l'an 1066, le seigneur Henri de Tollevast part avec le duc Guillaume à la conquête de l'Angleterre. Il se distingue à la bataille d'Hastings et reçoit en récompense une importante propriété dans l'île de Wight. La seigneurie de Tollevast possédait Sainte-Mère-Église, Sainte-Marie-du-Mont, les fiefs de Beaudieuville et du Petit-Tollevast. En 1219, Hugues de Morville, évêque de Coutances confirme la charte par laquelle Thomas de Tollevast avait donné à l'abbaye du Vœu de Cherbourg le patronage de l'église Saint-Martin-de-Tollevast. En 1350, un autre Thomas de Tollevast cède à la même abbaye, les 2/3 de la dîme de l'église, le dernier tiers restant au prieuré de la Luthumière (Brix).
L'église actuelle daterait principalement du deuxième quart du XIIe siècle mais elle a subi diverses modifications au cours des siècles.

## Description

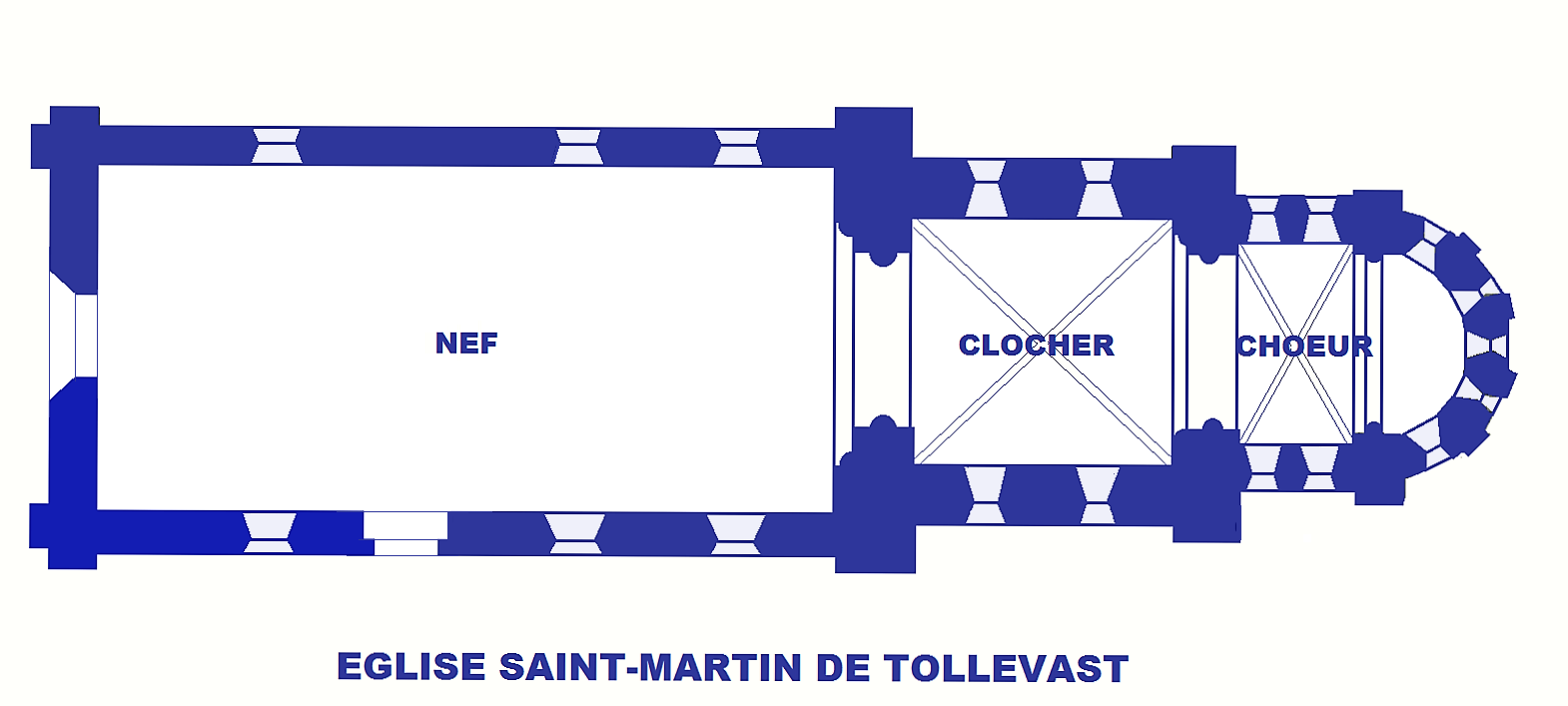

L'église Saint-Martin de Tollevast, qui présente un plan basilical élémentaire avec une nef unique et un chevet en hémicycle, conserve, malgré les remaniements et la reconstruction du mur sud en 1757 et le clocher roman remanié au XVe siècle, des portions très caractéristiques du deuxième quart du XIIe siècle.
Elle a une nef rectangulaire étroite et longue de 18 m, sans voûte ni collatéraux divisée en trois travée suivie d'une travée sous clocher voûté d'ogive et d'un chœur étroit et profond à deux travées également voûtées d'ogives quadripartites, qui domine légèrement le chevet demi-circulaire coiffé d'un cul-de-four et rythmé par des contreforts plats, et coiffée d'un cul-de-four. Les murs sont en petit appareil irrégulier. Elle correspond au schéma roman ou proto-gothique d'un petit groupe régional bien caractérisé de petite église du Cotentin, avec notamment celles de Martinvast et Octeville, où dès le premier quart du XIIe siècle, la croisée d'ogives est appliquée aux voûtements du chœur, dite « école de Lessay »,, et peut-être influencé dès ses origines par l'abbaye du Vœu.
La façade nord de la nef a conservé ses petites fenêtres romanes primitives. Le clocher central, qui s'élève au-dessus de la première travée du chœur, remanié au XVe siècle,, est percé d'une étroite baie ogivale et une fenêtre ogivale trilobée plus large que les autres fenêtres a été ouverte pour éclairer le chœur. Le portail au milieu du mur raidi par deux contreforts a trois voussures en plein cintre reposant sur des colonnes engagées avec des chapiteaux ornés de palmettes, d'un arbuste brouté par un animal et des entrelacs végétaux. À l'intérieur, l'intérêt se concentre sur les arcs qui soutiennent le clocher, la voûte du chœur et l'arcade de l'abside.

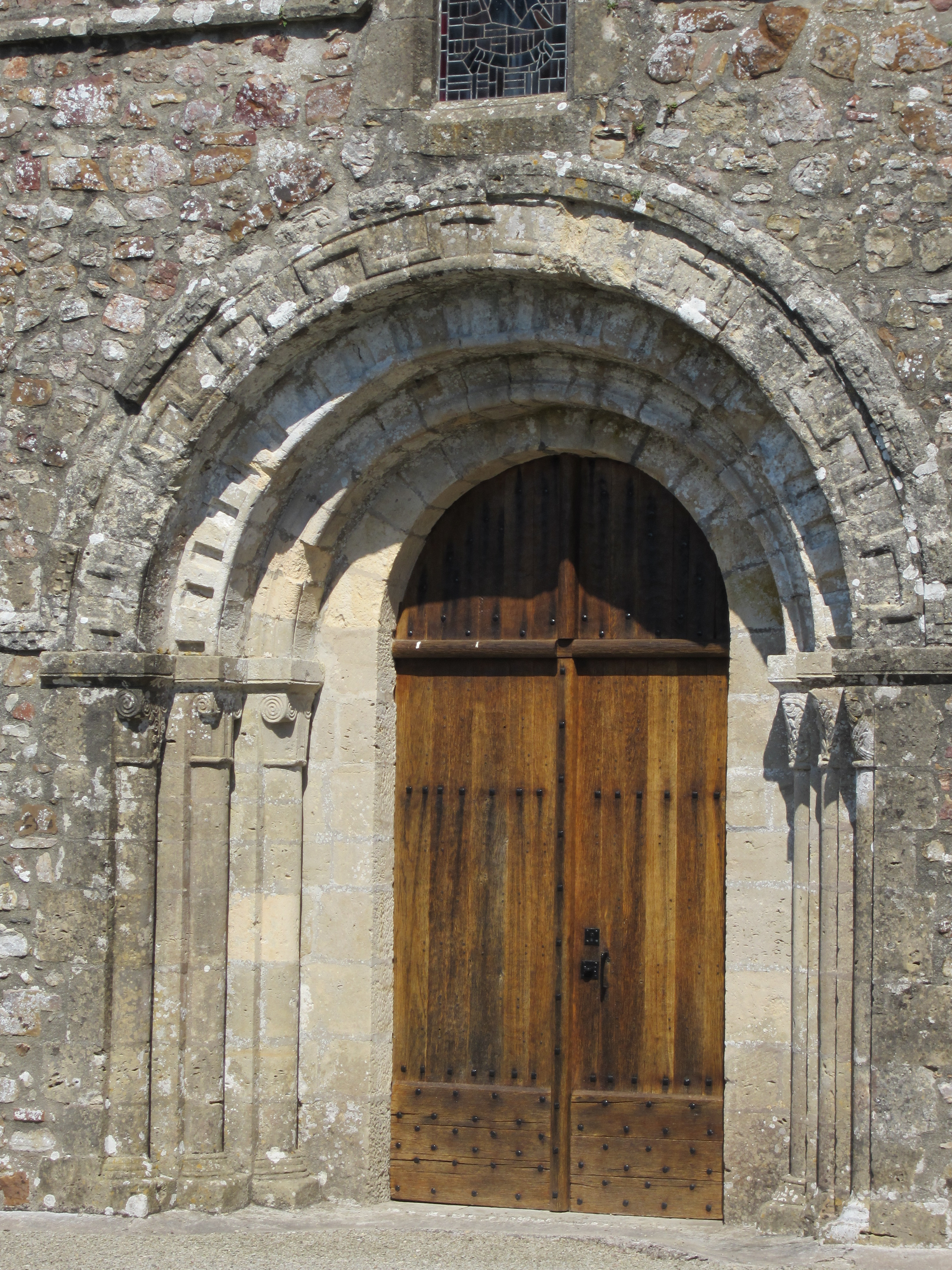
Détail du portail.
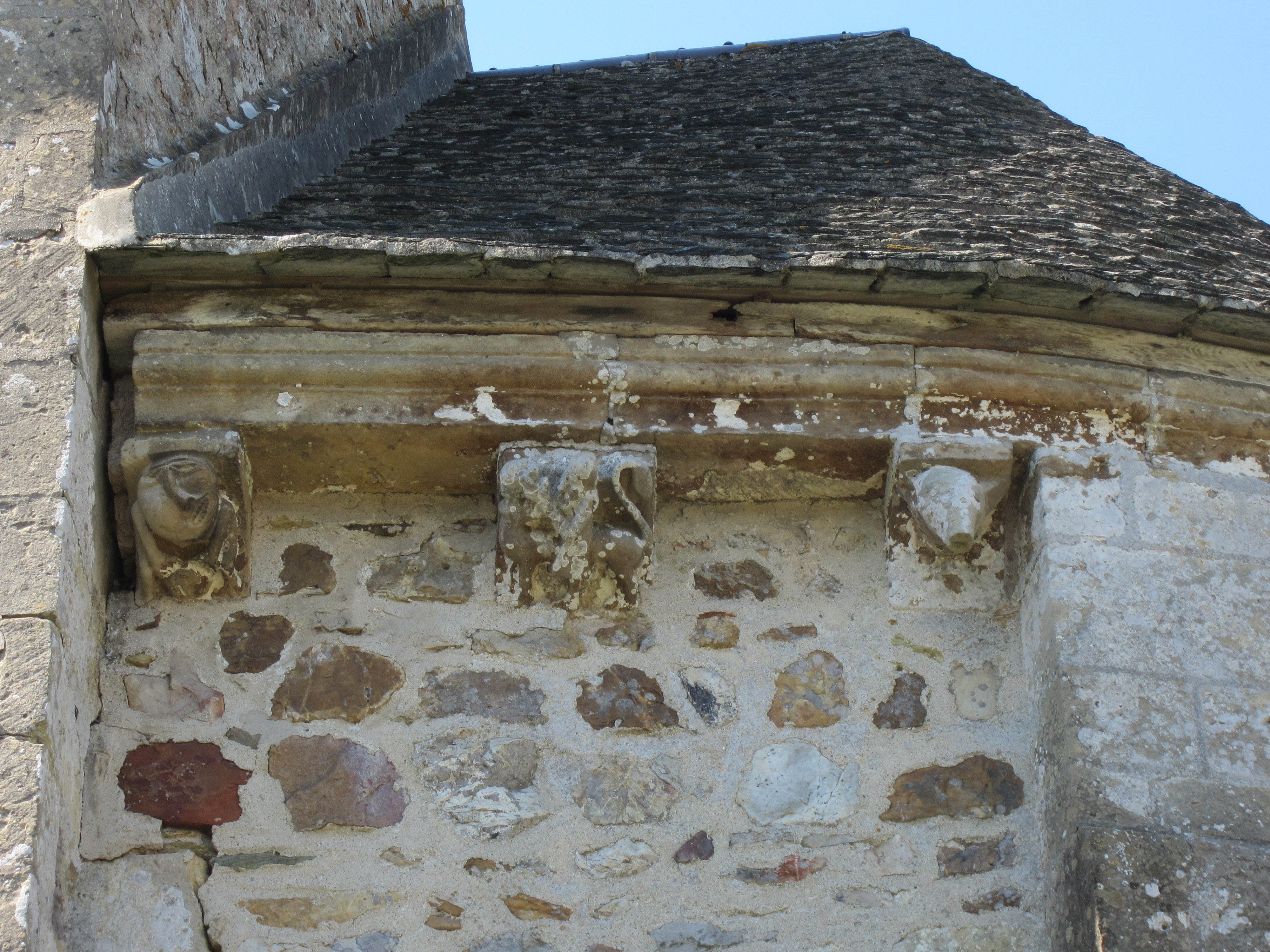
Modillons du chevet.
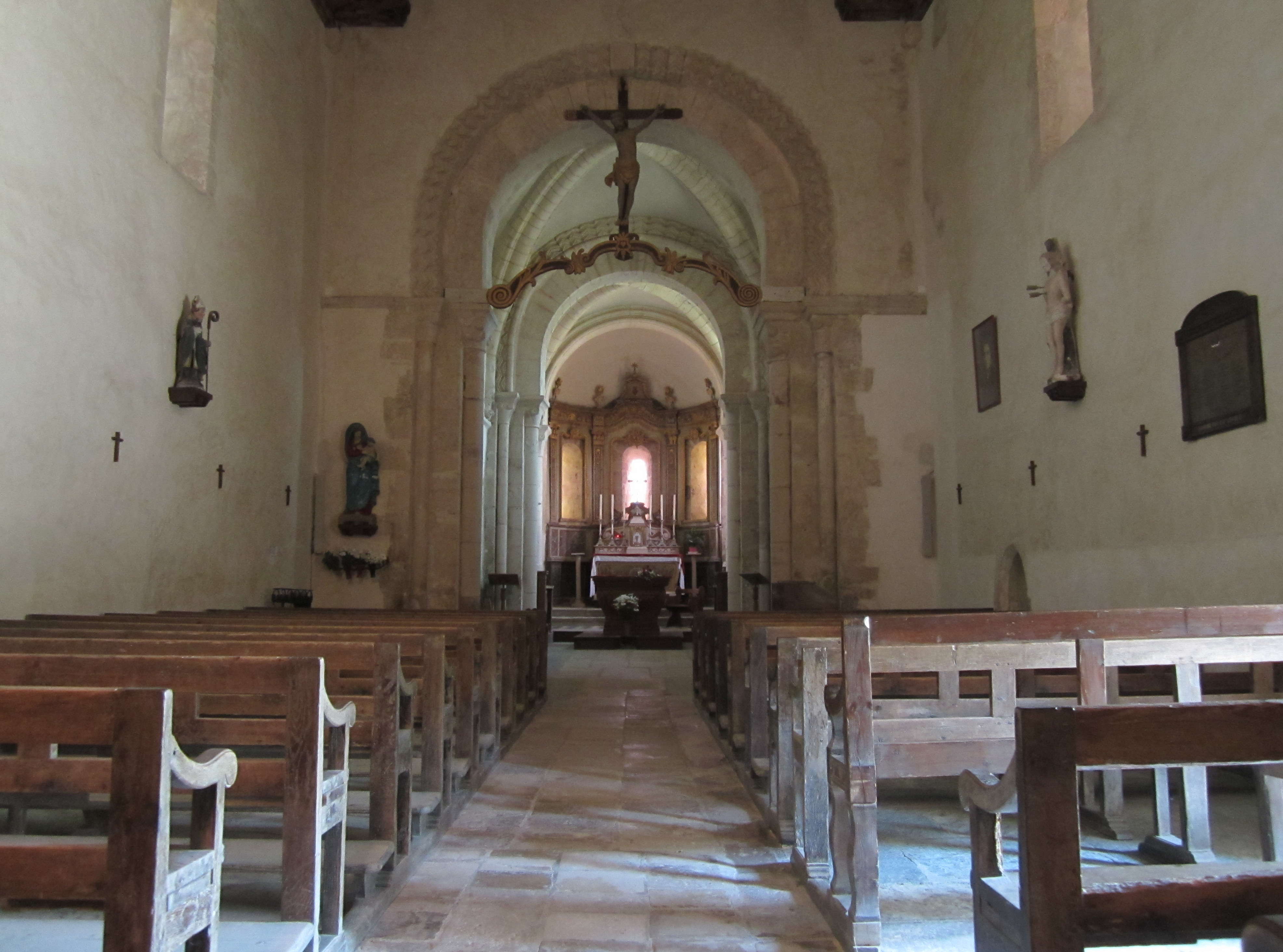
Nef avec l'arc triomphal.

### Les sculptures

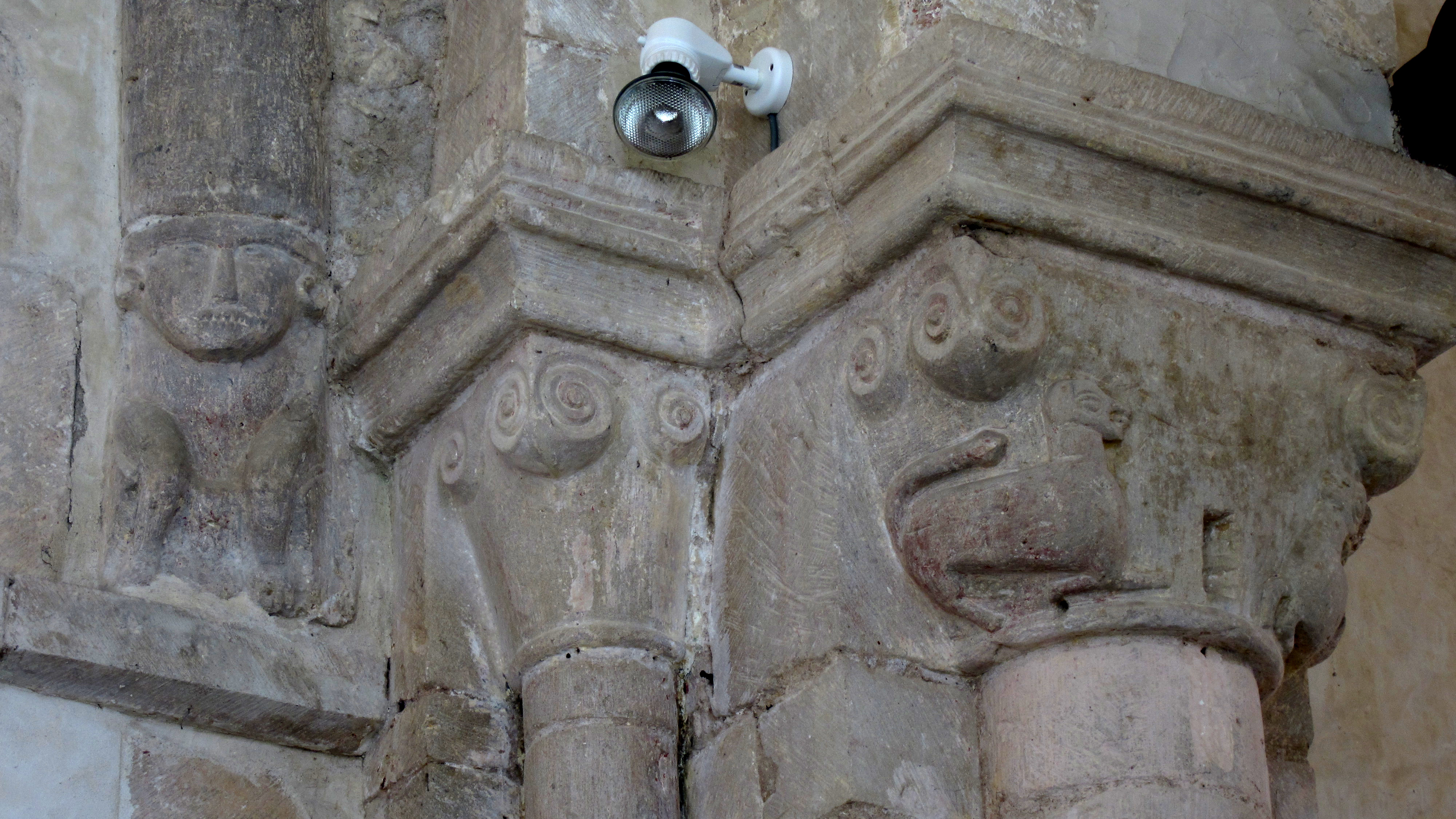
Chapiteaux.

L'église Saint-Martin de Tollevast possède l'un des plus remarquables ensembles sculptés de l'art roman normand. Le développement des culots à la retombée des ogives préfigure le parti de l'époque gothique.
Les modillons de la corniche sont très variés avec des têtes humaines, des masques d'animaux, des motifs géométriques, un griffon ailé, un âne, un porc, un sagittaire, un personnage près d'un lion.
Dans le chœur, les chapiteaux sont historiés par des singes, des animaux s'affrontant. Les huit grands culots représentent une tête énorme collée à une paire de jambes, deux têtes moustachues, des embryons de bras tirant une bouche, un personnage portant deux animaux, un buste, un saint personnage devant un homme enroulé par un serpent,,.

Culots romans.
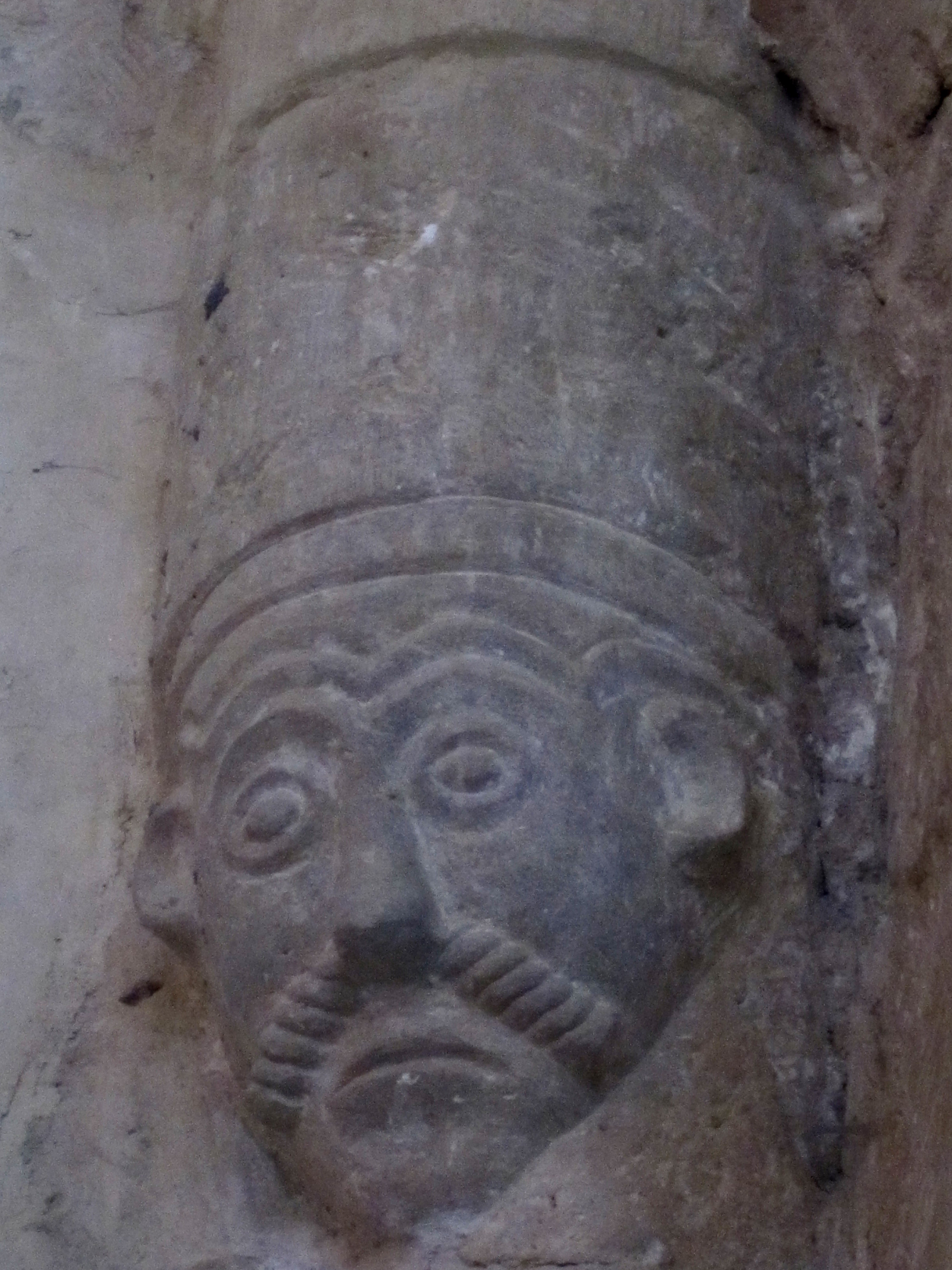
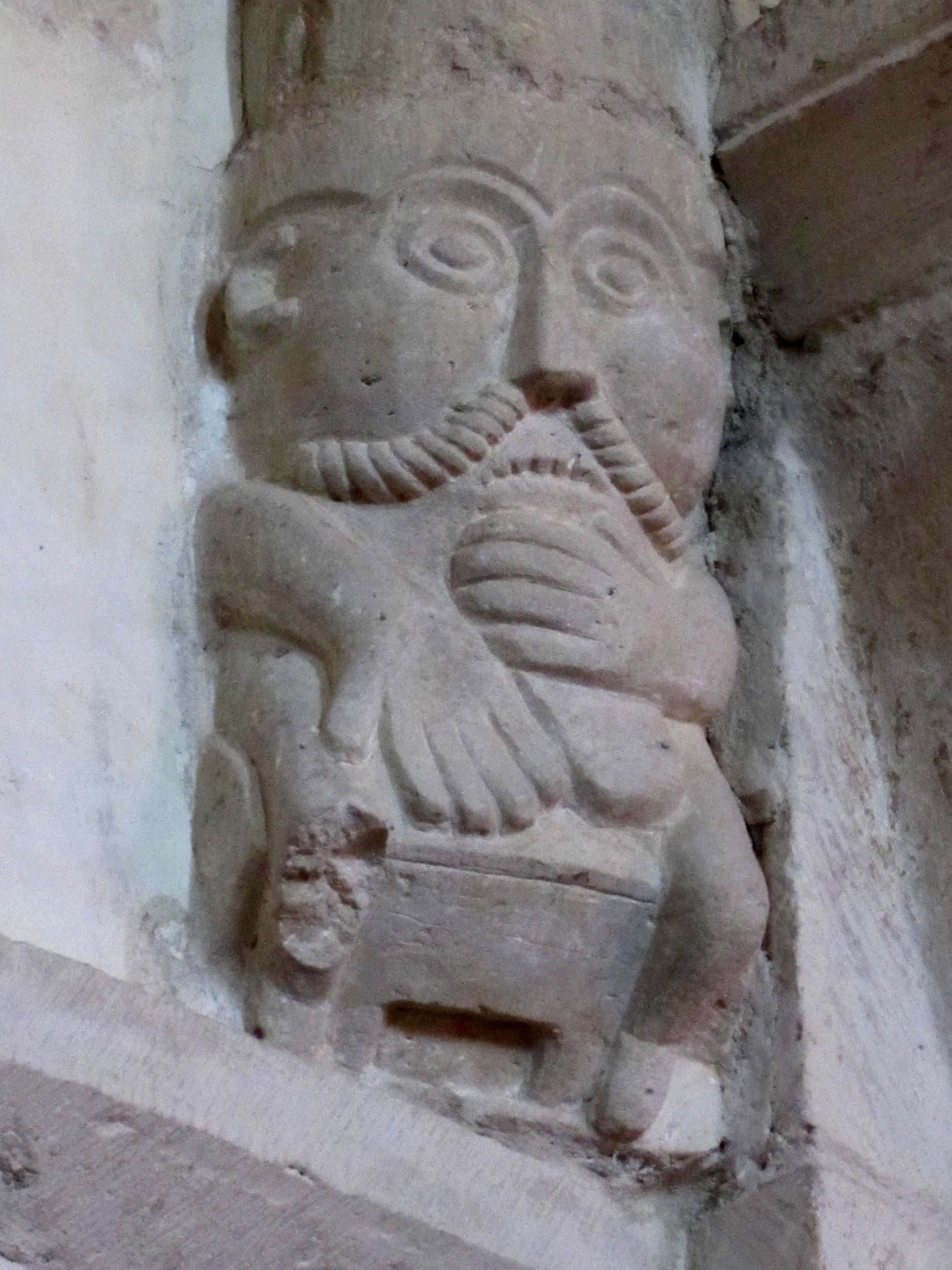
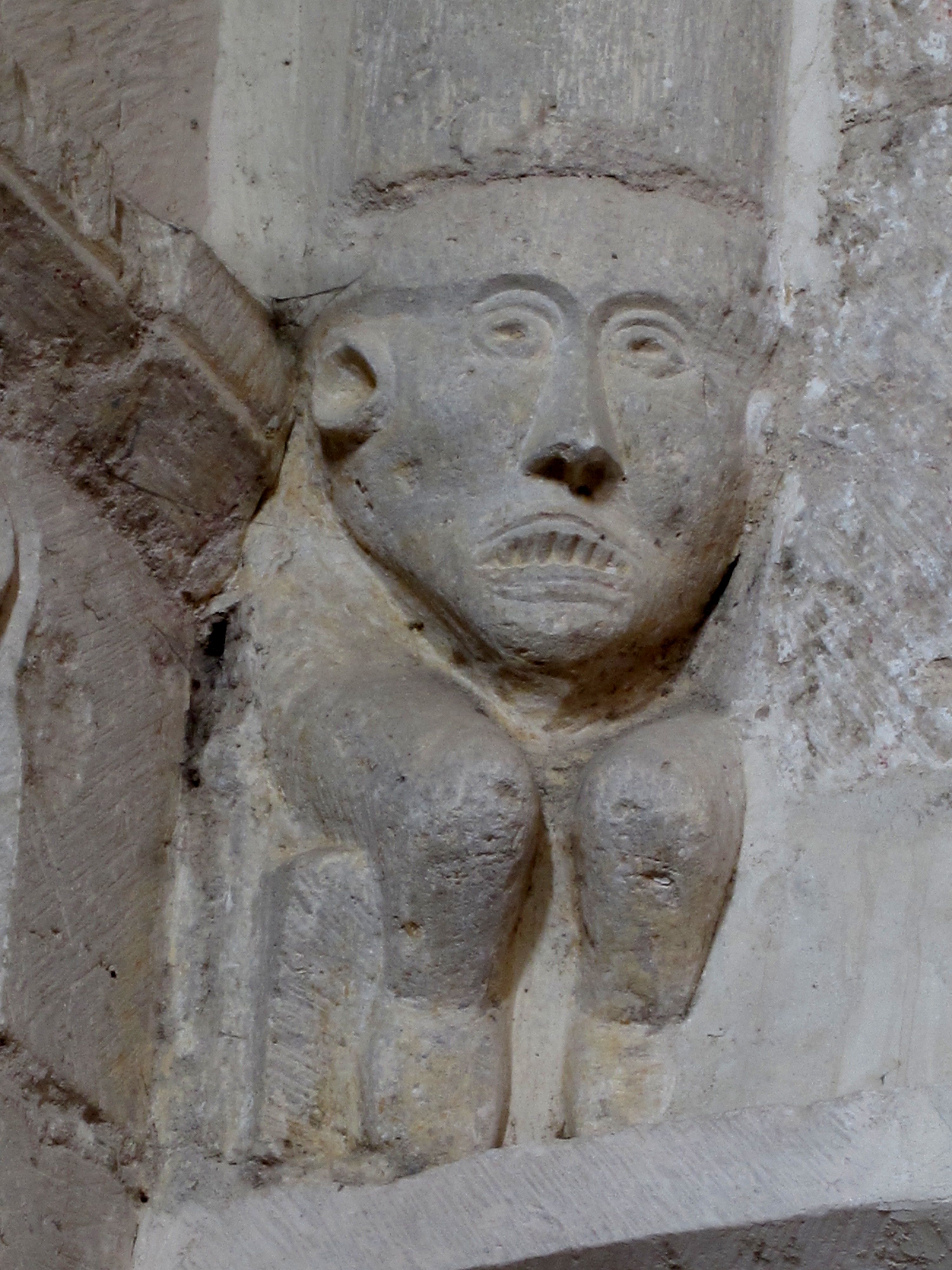
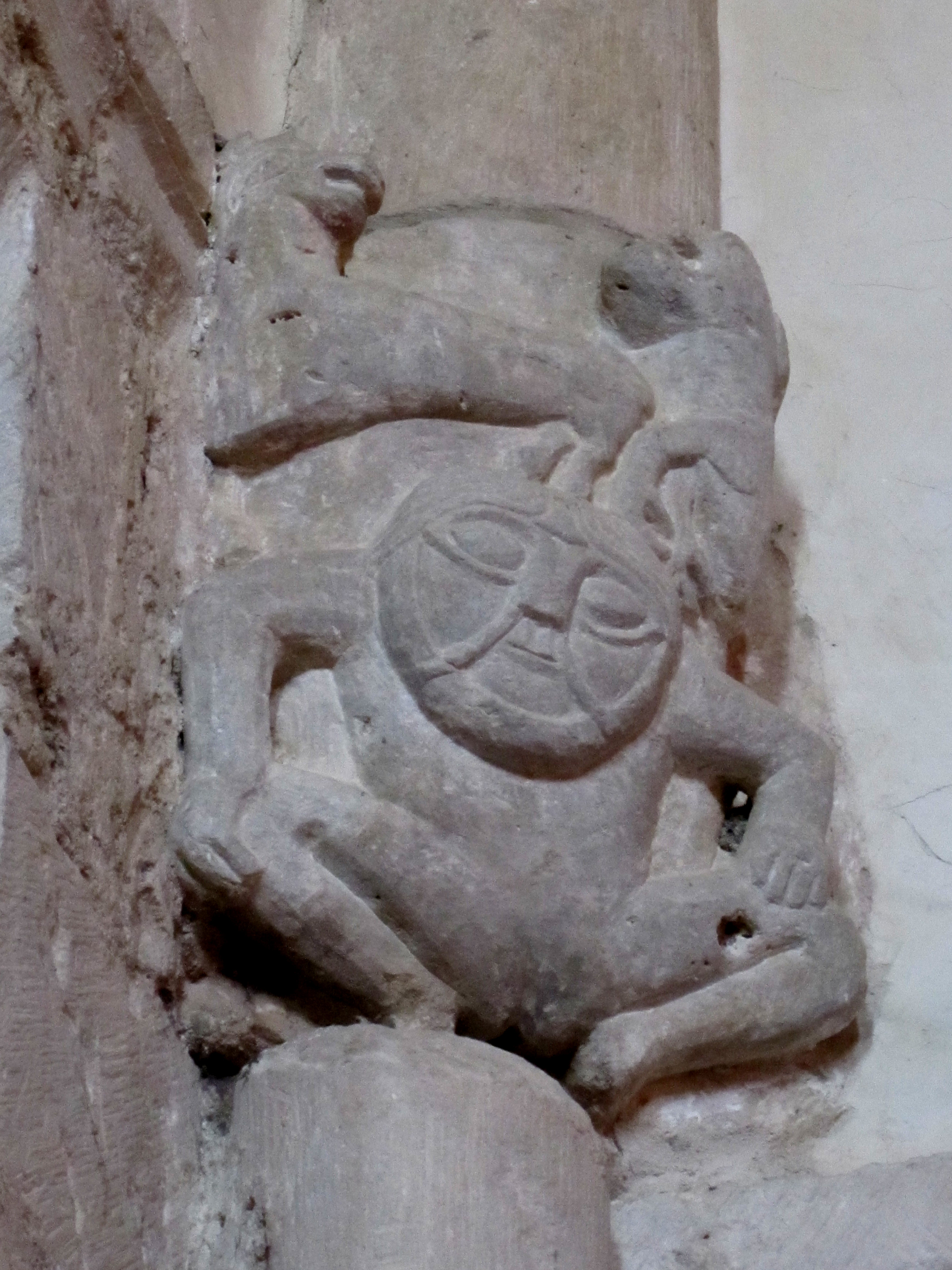
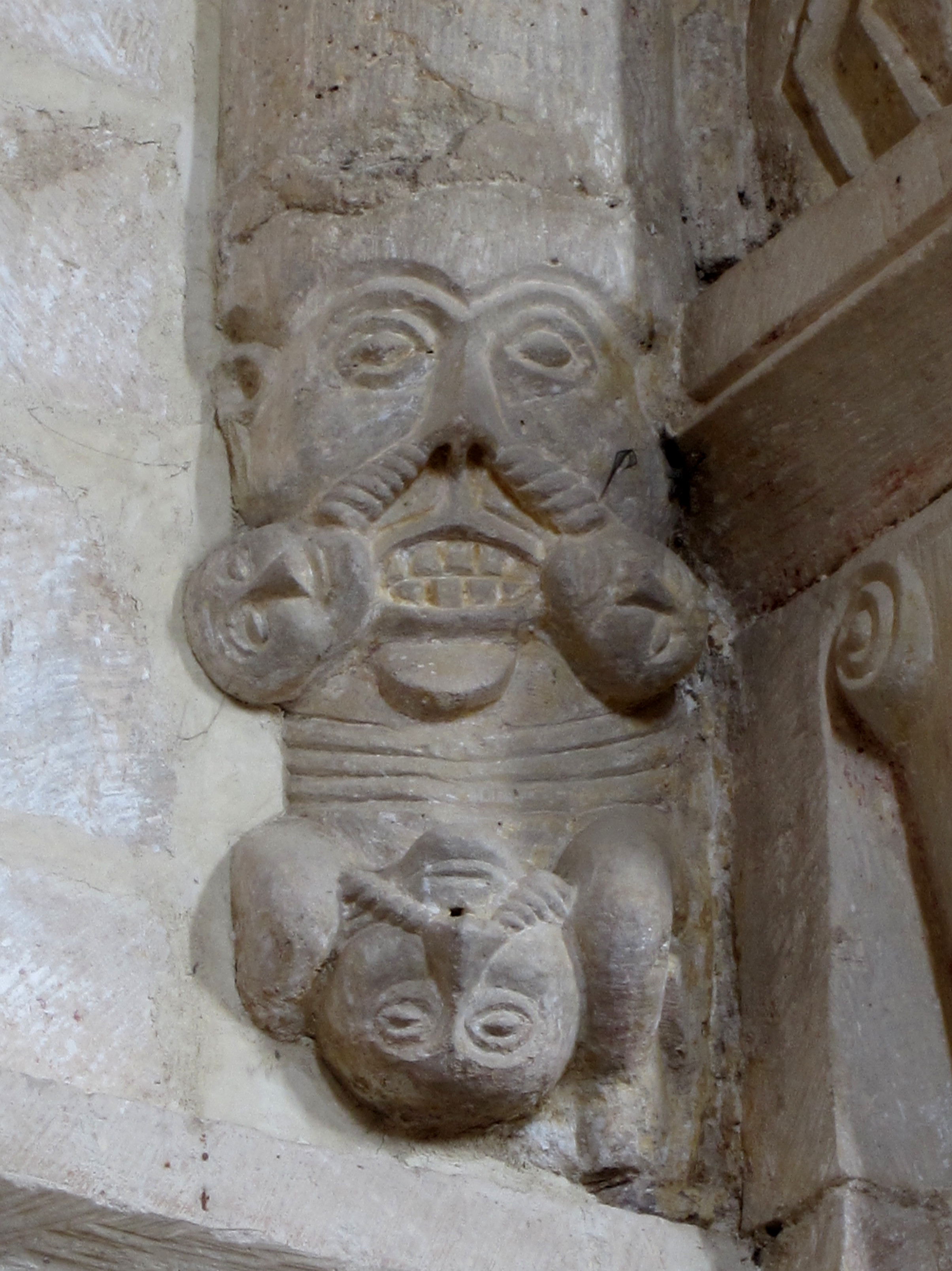
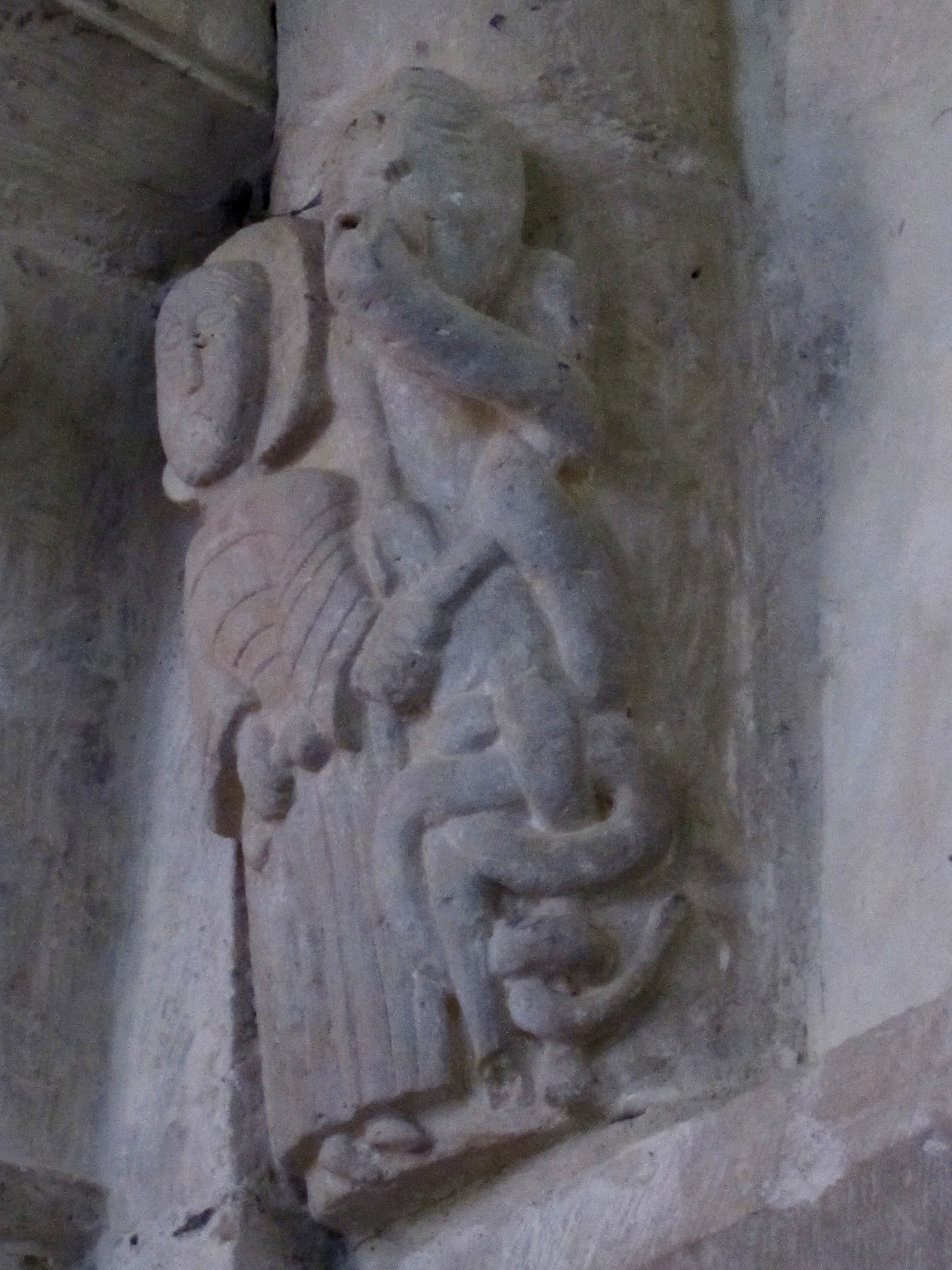

## Protection
L'église est classée au titre des monuments historiques par arrêté du 24 février 1956.

## Mobilier
La statuaire comprend notamment deux albâtres du XVe siècle : un saint Christophe et une éducation de la Vierge.